# Pechreuth (Lippertsgrün)
Pechreuth war ein Gemeindeteil der Gemeinde Lippertsgrün im oberfränkischen Landkreis Naila in Bayern. Der Wohnplatz liegt in der Gemarkung Lippertsgrün.

## Geografie
Die Einöde liegt zwischen zwei Bächen im Norden und Süden, die sich zu einem linken Zufluss des Lippertsbachs vereinigen. Eine Anliegerstraße führt nach Lippertsgrün zur Kreisstraße HO 28 (1,4 km südwestlich).

## Geschichte
Infolge des Ersten Gemeindeedikts wurde ein Teil von Pechreuth dem 1812 gebildeten Steuerdistrikt Culmitz und der zugleich entstandenen Ruralgemeinde Lippertsgrün zugewiesen. Diese wurde im Zuge der Gebietsreform in Bayern am 1. Mai 1978 nach Naila eingemeindet. Zu diesem Zeitpunkt war bereits der Culmitzer Gemeindeteil Pechreuth nach Naila eingemeindet. Beide Gemeindeteile wurden erst später zum Gemeindeteil Pechreuth vereinigt.

### Einwohnerentwicklung
| Jahr      | 1819  | 1861  | 1871  | 1885  | 1900   | 1925   | 1950   | 1961   | 1970   | 1987  |
| Einwohner | *26   | 21    | 9     | 12    | 11     | 11     | 10     | 13     | 12     | 3     |
| Häuser    |       |       |       | 2     | 2      | 2      | 2      | 2      |        | 1     |
| Quelle    | [ 4 ] | [ 7 ] | [ 8 ] | [ 9 ] | [ 10 ] | [ 11 ] | [ 12 ] | [ 13 ] | [ 14 ] | [ 1 ] |

## Religion
Pechreuth ist evangelisch-lutherisch geprägt und war ursprünglich nach Schwarzenbach am Wald gepfarrt. Im Jahr 1951 entstand die Kirchengemeinde Lippertsgrün. Die Martin-Luther-Kirche (Lippertsgrün) bildet seit 2001 eine gemeinsame Pfarrei mit der Kirchengemeinde Döbra, wo sich der Sitz der Pfarrei befindet.